# Parc national de Matobo
Le parc national de Matobo ou parc national des Matopos est un parc national situé Zimbabwe créé en 1926 et d'une surface de 424 km². Il est géré par l'agence gouvernementale du Zimbawe Autorité de gestion des parcs et de la faune du Zimbabwe.
Le parc est situé au cœur des monts Matobo, reconnus au patrimoine mondial de l'humanité pour les peintures rupestres,.
Le parc est situé dans l'écorégion du bushveld.

## Histoire

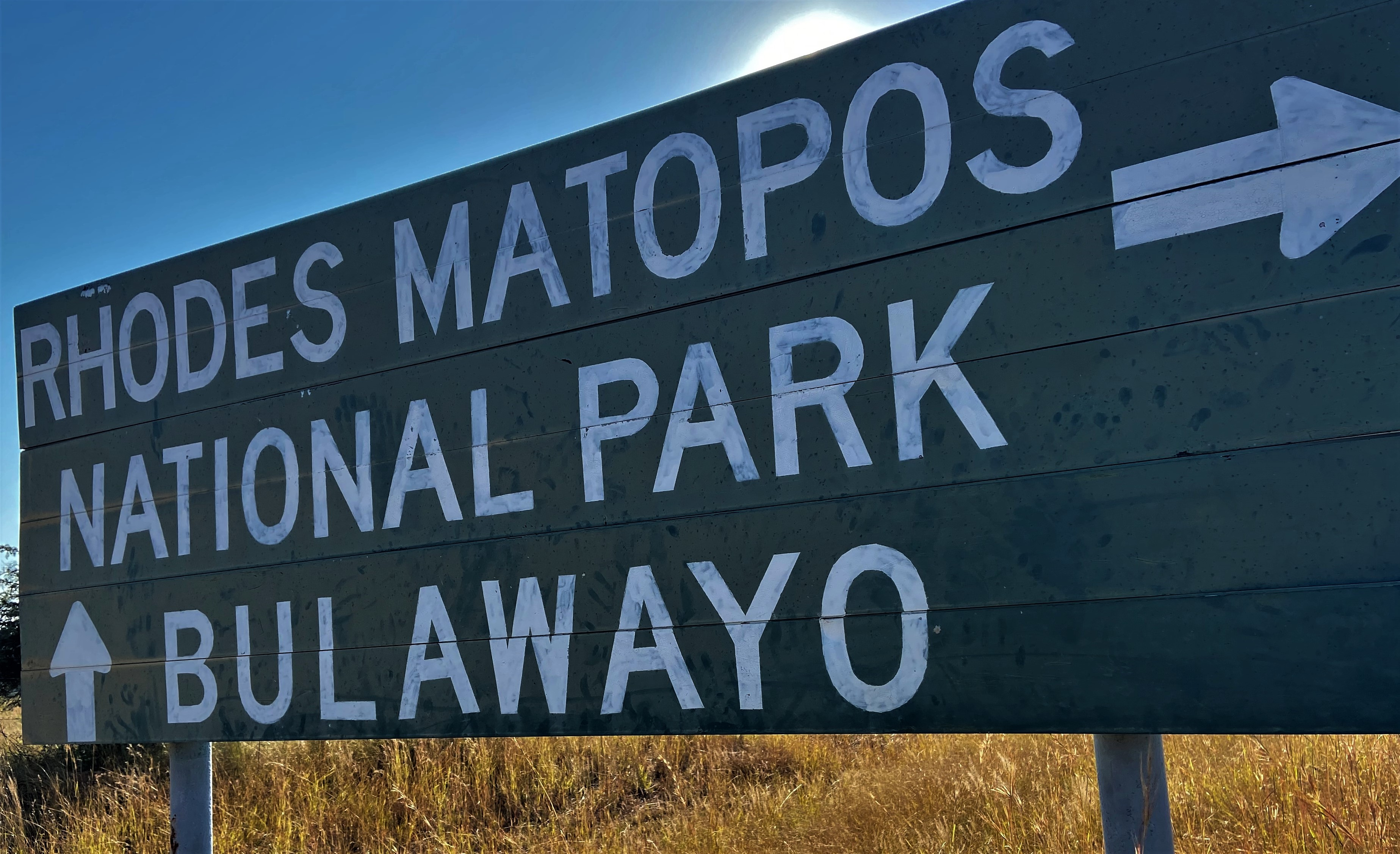
Signalétique en 2023

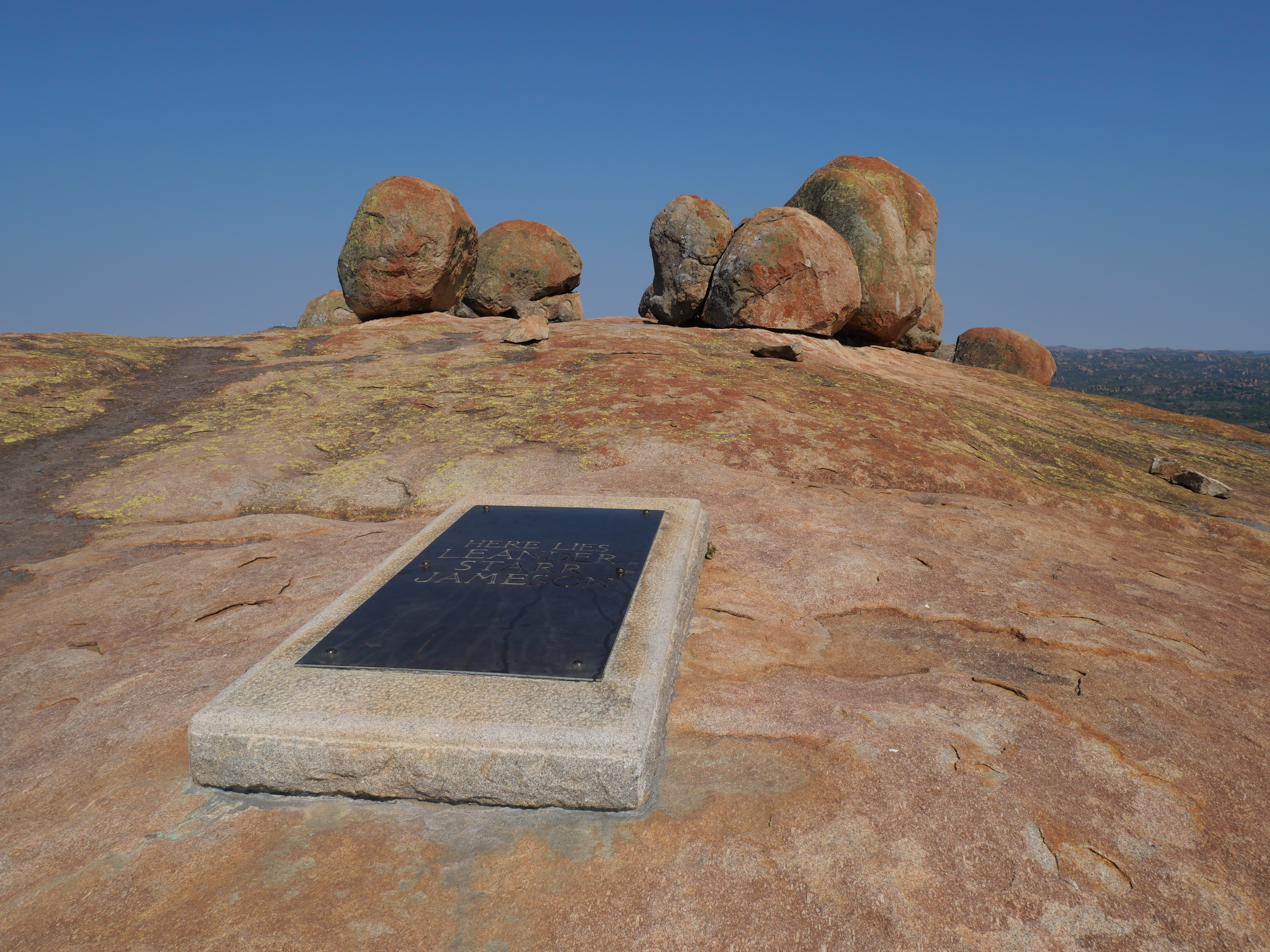
Colline Malindidzimu, sépulture de Leander Starr Jameson.

Le parc a été créé en 1926 sous le nom de Parc national Rhodes Matopos en hommage à Cecil Rhodes. Il est ainsi le plus vieux parc national du Zimbabwe. Il a été officiellement rebaptisé parc national des Matopos en 1984. 
Au sommet de la colline Malindidzimu, on y trouve notamment les sépultures de Cecil Rhodes, Leander Starr Jameson et Charles Coghlan ainsi que le mémorial de la patrouille de la Shangani.
Les grottes de Pomongwe sont un des plus anciens sites de peintures rupestres connus,.